# Giacomo Naretti
Giacomo Naretti (selo Parella pored Ivreje (Torino), 29. kolovoza 1831.  - Asmara (Eritreja), 8. svibnja 1899.) bio je talijanski arhitekt koji je većinu svog života proveo u Etiopiji.
U Etiopiju je došao kao obični tesar, uzdigao se do kruga osobnih prijatelja cara Ivana IV. i njegova dvorskog arhitekta. 

## Životopis
Rođen kao dijete siromašnih seljaka u malom selu Parella pored Torina, izučio je za tesara, te se sa svojim bratom Giuseppeom uputio na rad 1856. u Marseille, gdje su uskoro otvorili vlastitu stolariju. 
Kad se 1864., počeo graditi Sueski kanal, Giacomo se s bratom zaputio u Aleksandriju, tu su vodili stolarsku radionicu. U Aleksandriji su 1870. upoznali emisare budućeg etiopskog cara Ivana IV., tada još samo rasa Tigraja, koji ih je pozvao u Etiopiju. Zajedno s francuskim inženjerom Godineauom sastavili su ekipu od 13 obrtnika, stolara i kovača, raznolikog nacionalnog sastava (Talijani, Francuzi, Švicarci), i otišli u Etiopiju mislivši da će raditi na izgradnji telegrafa i željezničkih pruga. Kad su dospjeli u Etiopiju 1871., shvatili su da su pozvani da pomognu u lokalnom ratu protiv Ivanovog suparnika za carski tron Tekle Georgisa.
Ekipa se uskoro raspala i razbježala, jedini koji je ostao bio je Naretti, koji je postao osobni prijatelj cara Ivana IV. 
Za njegovu krunidbu u Aksumu, Naretti je napravio carski tron, ta "salomonska" umjetnička rezbarija toliko je oduševila cara Ivana IV. i njegove dvorjane, da su Narettija postavili za glavnog dvorskog arhitekta i povjerili mu izgradnju crkve u DebreTaboru te potom i izgradnju carskog dvora u Mek'eleu (danas je to muzej).
Crkvu i carsku palaču izgradio uz pomoć William Schimpera. Nakon toga Naretti je izgradio i crkvu sv. Trojstva (Enda Selasije) u Advi. 
Naretti se i oženio 1876. u Etiopiji za Teresu Zander, koja je tad imala svega četrnajest godina i šest mjeseci, ona je bila kći njemačkog poduzetnika i etiopljanke.
Naretti je bio od velike pomoći prvim istraživačima Etiopije poput; Gustava Bianchia, Antinorija Orazia, Antonia Cecchia, Gerharda Rohlfsa.

## Vanjske poveznice
- Životopis[neaktivna poveznica] (tal.)